# Ludovisischer Thron
Als Ludovisischer Thron wird ein Objekt im Besitz des Museo Nazionale Romano in Rom bezeichnet. Das dreiseitige Relief zeigt auf seinem Hauptbild die Geburt der Aphrodite.

## Herkunft und Datierung
Das Objekt wurde in den Horti Sallustiani gefunden. Während es laut manchen Quellen aus Griechenland stammt und auf die erste Hälfte des 5. Jahrhunderts vor Christus zu datieren ist, gibt es auch Stimmen, die darin eine neuzeitliche Fälschung, möglicherweise aus dem 18. Jahrhundert, sehen. Sollte es sich um ein antikes Stück handeln, so könnte es dem Tempel der Venus Erycina zuzuordnen sein, der sich in den Horti Sallustiani befand. Neben der griechischen wird auch eine Herkunft aus Unteritalien, eventuell aus Lokroi Epizephyrioi, diskutiert.

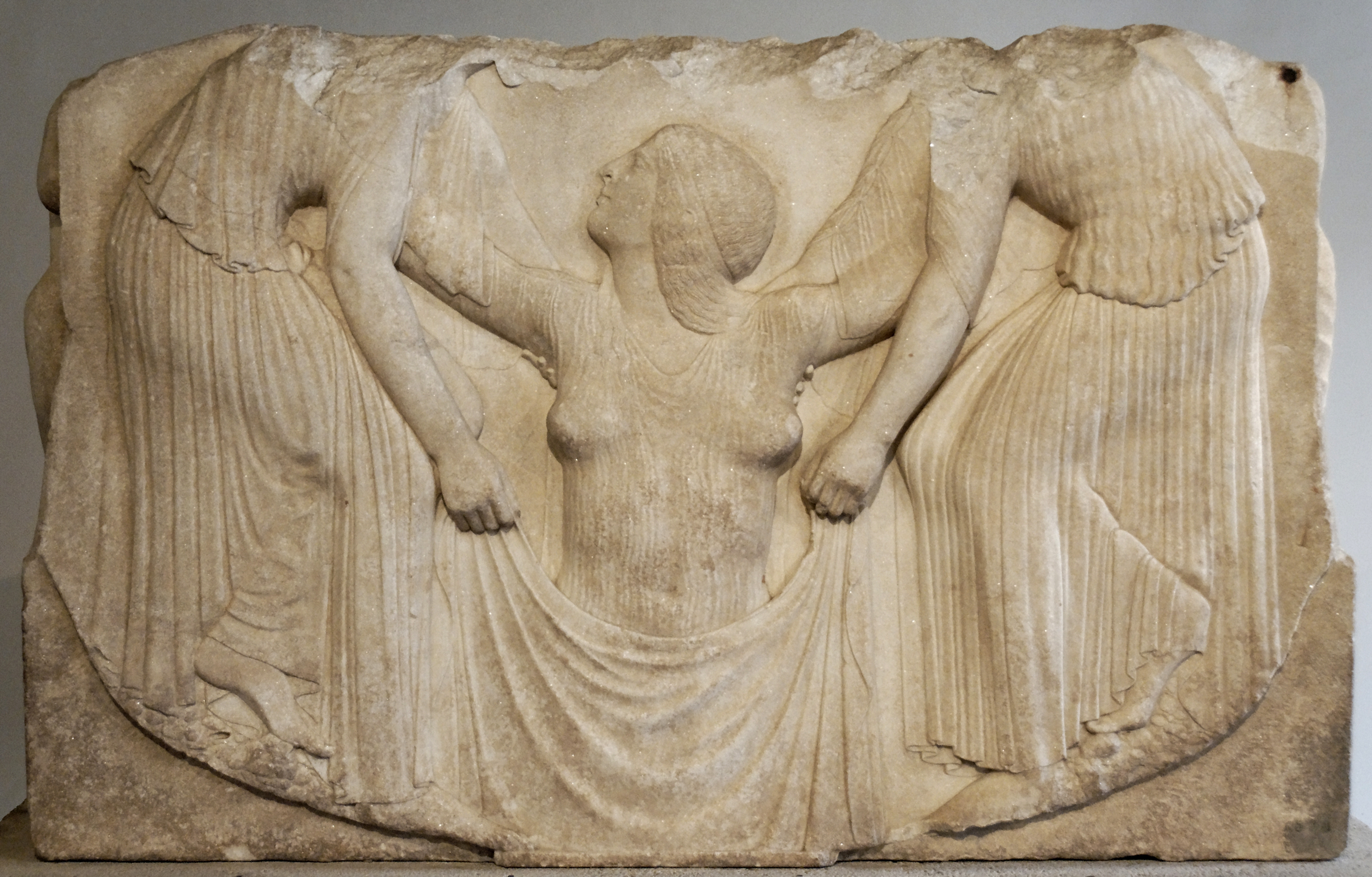
Frontseite

Das Objekt trägt die Inventarnummer 8570 des Nationalmuseums, stammt aus der Sammlung Ludovisi und wurde einst in der Villa Ludovisi aufbewahrt. Heute befindet es sich im Palazzo Altemps.

## Zustand und Deutung
Der sogenannte Ludovisische Thron ist 144 cm breit, bis zu 104,1 cm hoch und 72 cm tief. Auf drei Seiten ist er mit bildhauerischen Arbeiten geschmückt. Die Frontseite zeigt eine Geburt der Venus, wobei die Venus Anadyomene von zwei Frauen aus dem Wasser emporgehoben wird. Die beiden Seitenflügel sind mit sitzenden weiblichen Figuren geschmückt, von denen die eine als nackte, flötenspielende Hetäre, die andere möglicherweise als verhüllte Braut zu deuten ist, die ein Weihrauchopfer bringt.
Das stark bestoßene Kunstwerk ist aus Inselmarmor gefertigt. Der obere Teil der Vorderseite wurde bei der Bergung des Steins zerstört. Die unteren Ecken aller drei Seiten wurden schon vorher abgearbeitet, außerdem zeigen sich starke Abarbeitungsspuren im Bereich der Hände der Figuren auf den Flügelseiten. Der linke Flügel weist überdies einen Riss auf. An der Frontseite sind Spuren einer Flickarbeit zu erkennen. Sie befinden sich im Bereich des linken Fußes der linken Frauenfigur.
Im Zentrum des Bildes auf der Vorderseite befindet sich die frontal gesehene Aphrodite, die mit fast nacktem Oberkörper aus den Fluten auftaucht. Ihre Arme sind erhoben, als stütze sie sich auf die Schultern der helfenden Frauen. Diese sind bekleidet, stehen gebückt und halten jeweils mit einer Hand eine Art Schleier, der den Unterleib der Göttin verdeckt. Aphrodites Kopf ist im Profil dargestellt; sie blickt der linken Helferin wohl ins Gesicht. Jedoch gehören die Köpfe der helfenden Frauen zu dem zerstörten Teil des Kunstwerks.

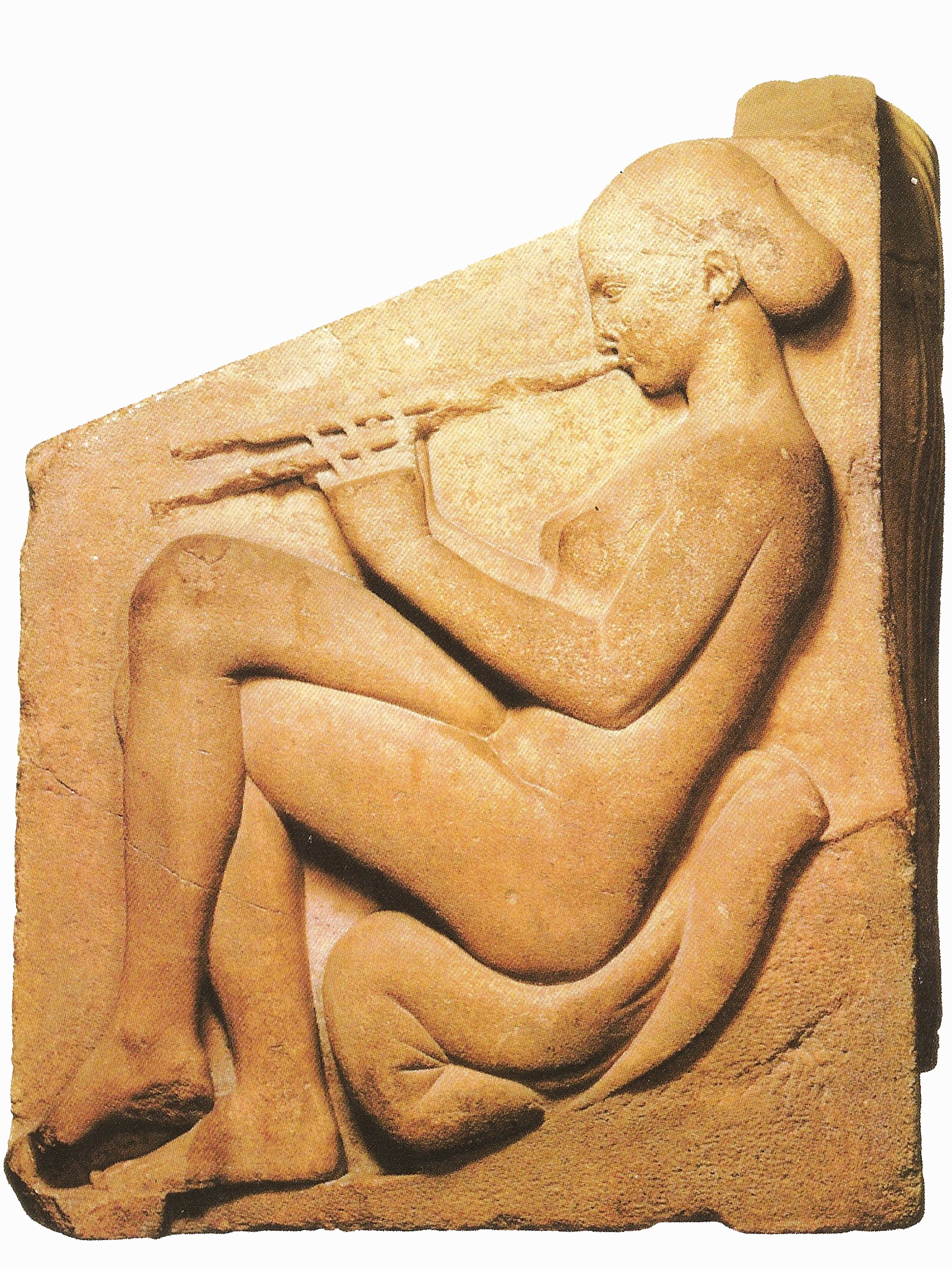
Rechter Flügel: Die Flötenspielerin

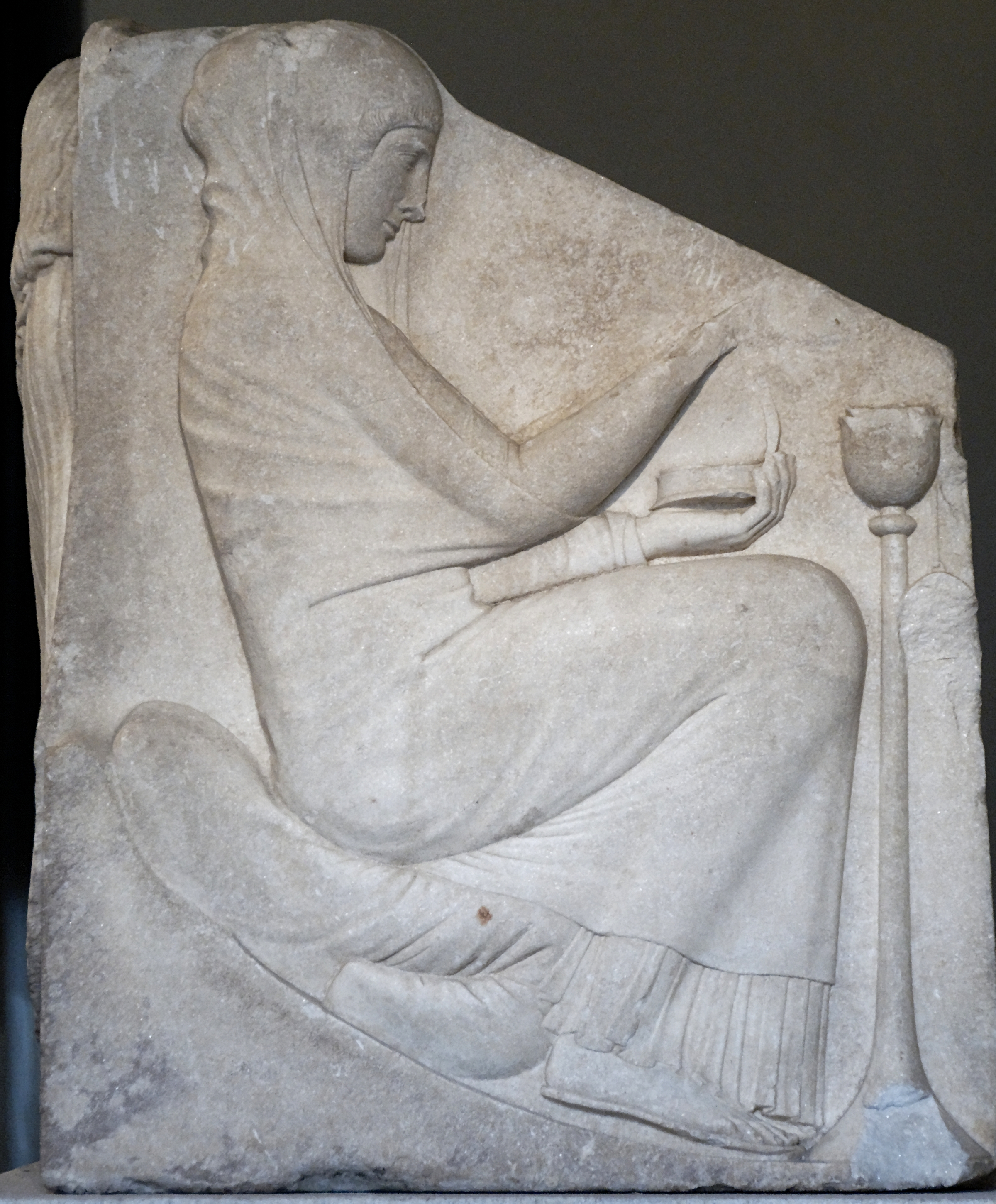
Linker Flügel: Die Verhüllte

Die beiden Figuren auf den Seitenteilen sind jeweils auf Kissen sitzend dargestellt. Das rechte Relief mit der nackten jungen Frau, die mit übereinandergeschlagenen Beinen eine Doppelflöte spielt, weist einen groben anatomischen Fehler auf; das rechte Bein scheint nicht in der Hüfte anzusetzen und wirkt viel zu lang. Beim linken Relief ist dieses Darstellungsproblem dadurch vermieden, dass die Frauengestalt bekleidet ist und auch mit geschlossenen Beinen zu sitzen scheint. Ausgearbeitet ist bei dieser Figur nur das rechte Bein. Das linke soll sich offenbar genau dahinter befinden.
Wahrscheinlich handelt es sich bei dem Kunstwerk nicht um die Überreste eines Throns, sondern eher um den Teil eines Altars. Er könnte aber auch eine Opfergrube eingefasst haben. Diverse Deutungs- und Rekonstruktionsversuche sind bei Erika Simon zusammengefasst. Diese erklärt, die alte Deutung des Kunstwerks als Götterthron sei zwar nicht mehr aufrechtzuerhalten, treffe aber trotzdem den Charakter des Werkes. Das verhüllende Tuch, das die beiden Helferinnen vor die auftauchende Aphrodite halten, sei Bestandteil antiker Kultübungen, und die Abschirmung der Göttin weise deren Geburt als göttliches Geheimnis, als Mysterion, aus. Simon verweist auf die bedeckten Gesichter der Mysten bei der Mysterienweihe in Eleusis und auf das Holzbild der Athena Polias, das bei der Prozession zur Waschung im Meer mit einem Tuch verhängt gewesen sei. Eine Verbindung sieht sie auch mit der Geburt des Erichthonios, der ebenfalls durch Tücher von seiner Umgebung abgeschirmt worden sei. „Von allen Wiedergaben solcher Tücher“, so Simon, „gehört die am ludovisischen Thron zu den feierlichsten und schönsten […] Wir erleben erschüttert die leibliche Gegenwart der Göttin mit.“ Die Dreizahl der Frauen auf dem Relief deutet laut Simon auf die Dreifaltigkeit der Schicksalsgöttinnen, der Moiren, hin. Laut Pausanias 1, 19, 2 trug ein Athener Aphroditebild eine Inschrift, in der Aphrodite Urania als die älteste der sogenannten Moiren bezeichnet wurde. Die Verbindung der Urania mit den Moiren hält Simon zwar für „geheimnisvoll“, die Verbindung der Motive auf dem sogenannten Thron hält sie aber für stimmig: Zu den Themen Geburt und Tod geselle sich noch das Motiv der Hochzeit in Gestalt der weihrauchopfernden Braut, wie auch in der Orestie des Aischylos die Moiren von den Eumeniden zur Ehestiftung herbeizitiert werden. Die Flötenspielerin weise als Hierodule auf die Rolle der Aphrodite als Lustspenderin hin.
Möglicherweise gehörte der sogenannte Ludovisische Thron ursprünglich mit dem Bostoner Relief zusammen, das ein Jahr nach der Entdeckung des Ludovisischen Throns im Kunsthandel auftauchte. Auf dem Bostoner Kunstwerk ist auf dem einen Seitenflügel ein leierspielender Jüngling zu sehen, der, so Simon, auf einem nur noch halb gefüllten Weinschlauch sitzt. Seine Gegenfigur auf dem anderen Flügel ist wie beim Ludovisischen Thron bekleidet; es handelt sich um eine kraftlose Greisin. Auf dem Mittelteil ist ein geflügelter nackter Jüngling, der ursprünglich wohl eine Waage hielt, zwischen zwei weiblichen Figuren zu sehen. Die Echtheit des Bostoner Kunstwerks wurde unter anderem von Ludwig Curtius bestritten. Gedeutet wird die Hauptdarstellung als Szene zwischen Aphrodite und ihrem Sohn Eros, der mittels der Waage bestimmen soll, wie lang Persephone in der Unterwelt zu bleiben hat. Die zweite weibliche Figur stelle daher Demeter dar, die um ihre Tochter trauere.

## Literarische Rezeption
Der sogenannte Ludovisische Thron gehört zum mythologischen Subtext in Max Frischs Roman Homo faber. Walter Faber hört zufällig mit, was ein bayrischer Priester seiner Reisegruppe über das Kunstwerk erzählt, und gibt diese Informationen an seine Tochter und Geliebte Sabeth weiter. Diese ist insbesondere von der Flötenspielerin auf dem Seitenrelief entzückt. Als Faber und Sabeth sich in dem Raum, in dem das Kunstwerk ausgestellt ist, hin- und herbewegen, stellen sie fest, dass der veränderte Lichteinfall den Kopf einer schlafenden Erinnye zum Leben zu erwecken scheint, sobald jemand sich auf die Darstellung mit der Geburt der Aphrodite zubewegt.